# 2022年3月唐山市2019冠状病毒病聚集性疫情
2022年3月唐山市2019冠状病毒病聚集性疫情是指自2022年3月19日起，在中华人民共和国河北省唐山市爆发的2019冠状病毒病本土聚集性疫情。2022年3月19日11时45分，唐山市发现2名新冠肺炎确诊病例，是本轮疫情最早报告的感染病例。23日起，秦皇岛市开始报告存在该批发市场旅居史的确诊病例。
唐山市通过连续多日落实防疫措施，阻断了疫情传播，自4月11日零时起，唐山市解除市域内临时性封控管理，4月15日，唐山全域实现低风险。本轮疫情共报告确诊病例31例、无症状感染者664例。

## 溯源调查
3月21日的官方溯源报告认为，本轮疫情疑似与唐山市“高新区盛华农贸水产批发市场冷链食品及其从业人员”相关，首诊5例确诊病例感染的病毒与美、英等国2月份流行的新冠病毒基因组高度同源。

## 感染者数据
唐山市每日新增确诊者
  唐山市每日新增无症状感染者

## 应对措施

### 唐山市

#### 分区防疫
防控区划分方面，3月20日中午，在路北区、古冶区、开平区、高新区、海港区5个区共设立了24个封控区，13个县市区设立了651个管控区。
风险区划分方面，3月23日起，高新技术开发区盛华世家仓储购物市场调整为高风险地区，路北区君瑞联合农贸市场调整为中风险地区。
| 风险等级 | 县级行政区     | 具体位置             | 持续时间         |
| -------- | -------------- | -------------------- | ---------------- |
| 高风险   | 高新技术开发区 | 盛华世家仓储购物市场 | 3月23日至4月15日 |
| 中风险   | 路北区         | 君瑞联合农贸市场     | 3月23日至4月15日 |

#### 封城
3月20日，开平区、丰南区、滦州市、迁西县全域实施封控管理，普通居民非特殊情况禁止外出。22日，唐山市实施临时性全域封控管理。4月8日，因连续多日无新增感染者，高新区等19地已解除封控管理。4月11日零时起，唐山市解除市域内临时性封控管理。

#### 核酸检测
除了常规性、与本轮疫情有直接关联的核酸检测外，3月19日起，唐山市开展第一轮全员核酸检测，20日下午6点，已对所有居民进行核酸检测。

#### 交通管控
3月19日起，唐山市全部公交线路暂停运营、公交卡充值网点暂停营业。20日零时起，除高速公路外的唐山市全市行政区域内所有道路实施每天24小时交通管制，除救护车、消防车等特种车辆以及持通行证件的疫情防控、民生保障供应等车辆外，其它车辆原则上禁止通行。市民如果有特殊情况需外出的，需申请办理《唐山市疫情防控车辆通行证》，并核验行程码、健康码及有效核酸检测证明。

#### 学校教育
3月21日起，唐山市中小学、幼儿园、中职学校已经离校到学生暂缓返校，实施线上教学，留校学生实行全封闭管理。华北理工大学、唐山师范学院等高校实施线上教学。

### 秦皇岛市
在唐山市19日公布的确诊病例中，有一例存在秦皇岛市卢龙县旅居史，20日公布的无症状感染者中，有一例为秦皇岛市海港区人，且存在卢龙县、抚宁区、北戴河区、昌黎县的旅居史，23日起，陆续发现确诊病例。为应对疫情，除开展关联人员报备、核酸检测、隔离、封控等措施外，23日起，秦皇岛市采取了全市所有公交线路暂停运营，理发店等相对封闭场所暂时关闭，中小学走读师生线上教学等措施。同日，全市暂停机动车限行。

#### 感染者简表
| 序号 | 報告日期 | 行程轨迹 | 报告地 |
| ---- | -------- | --- | ------ |
| 1    | 3月23日  | 3月8日以来，该个案多次往返唐秦两地农贸市场，存在唐山市高新区盛华农贸水产批发市场旅居史。是本轮疫情中秦皇岛市报告的首位确诊病例。3月23日被报告为确诊病例。 | 海港区 |
| 2    | 3月25日  | 33路公交车司机，公交线路往返于海港区四道桥汽车站和山海关区山海关车站。为个案1的密切接触者。3月25日被报告为无症状感染者。                                  | 海港区 |

## 备注
1. ↑  仅唐山市
2. ↑  本条目感染者数据中的数据来自河北省卫生健康委员会官网——每日河北省新型冠状病毒肺炎疫情情况，累加可得本轮疫情无症状感染者为669例，与官方最终公布的664例不符[8]。这是由于3月26日唐山市有5例无症状感染者转为确诊病例[11]。